# Джеймс Пакл
Джеймс Пакл (англ. James Puckle; 1667, Норвіч, Англія — 1724, Лондон, Королівство Великої Британії) — англійський письменник, винахідник і юрист, відомий, значною мірою, у зв'язку з отриманням від короля Георга І 25 липня 1718 року патенту на кулемет (Рушниця Пакла) .
Основна літературна праця Дж. Пакла — «The Club» (The club: or, A grey cap for a green head. Containing maxims, advice & cautions, being a dialogue between a father & son), збірка повчальних висловлювань, написаних у формі діалогу між батьком і сином.